# Marina Capdevila i Papió
Marina Capdevila i Papió (Falset, 1985) és una il·lustradora i muralista catalana. El seu treball es basa a utilitzar el recurs de l'exageració per a distorsionar situacions de la vida quotidiana, portant-les a un punt més extrem, buscant-ne l'espontaneïtat i la ironia. La paleta de colors que utilitza es basa en el color de les cases del seu poble natal i, a l'hora de buscar inspiració, es fixa en els padrins i els retrata de manera còmica i a la vegada respectuosa, alegres i vitals.
L'any 2021, va pintar un mural de quatre plantes d'alçada, consistent en una abraçada gegant d'un grup d'ancians, a la residència Puig d'en Roca del barri de Fontajau, a la ciutat de Girona, on feia poc havia mort la seua mare.